# Исмаилов, Рашад Фаиль оглы
Рашад Фаиль оглы Исмаилов (азерб. Rəşad Fail oğlu İsmayılov; род. 7 июня 1974, Баку) — aзербайджанский дипломат. Посол Азербайджана в Омане (с 2024).

## Биография
Родился 7 июня 1974 года в Баку. Окончил среднюю школу № 7 имени Мамеда Рагима в 1991 году. Окончил юридический факультет Бакинского государственного университета,  финансово-кредитный факультет Азербайджанского государственного экономического университета.
После ВУЗа — руководитель департамента международного права неправительственной организации «Həyat» («Жизнь»).
С 2003 по 2005 год участвовал в проекте «Прогресс в борьбе с нищетой», организованном Азербайджанской миссией Организации Объединенных Наций. Участвовал в Программе прогресса Национальной системы социальной защиты.
10 сентября 2015 года получил ранг чрезвычайного и полномочного посла Азербайджана. В том же году стал генеральным консулом Азербайджанской Республики в Батуми. 
Посол Азербайджана в Катаре (7 февраля 2018 — 28 декабря 2022).
Посол Азербайджана в Омане (с 6 июня 2024)

## Награды
- Орден «За службу Отечеству» III степени (9 июля 2019 года) — за плодотворную деятельность в органах дипломатической службы Азербайджанской Республики[4]